# 悪の帝国

全米福音派連盟の総会で演説するロナルド・レーガン大統領（1983年）

悪の帝国（あくのていこく、英語: Evil Empire）は冷戦時代、ソ連・アフガン戦争中の1983年3月8日に、アメリカ合衆国大統領ロナルド・レーガンが、全米福音派連盟での演説において、対立国であるソビエト連邦を揶揄して用いたフレーズである。「悪の帝国」以外にも「現代世界の悪の中心」（the focus of evil in the modern world）という表現も用いられた。この背景として、冷戦期における米ソ対立による核軍拡競争について、その責任は米ソ両国に同等にあるという指摘を否定し、ソ連・アフガン戦争が善と悪の戦いであると強調する文脈で用いられた。

## 背景
「悪の帝国」というフレーズは、ロナルド・レーガン大統領の当時の首席スピーチライターであったアンソニー・R・ドランが創作したものと伝えられている。
資料によっては1982年6月にレーガンがイギリス庶民院で行った演説を「悪の帝国」演説と呼ぶものもあるが、この演説では2度ほど全体主義には触れたが、「悪の帝国」という表現は用いられていない。あえて挙げれば、この演説で用いられた特徴的なフレーズは「歴史の灰だまり」（ash heap of history）であり、世界共産主義の必然的な失敗と崩壊を予告するために用いられた。
これと似たフレーズは、ソ連黎明期の政治家であり、革命家であったレフ・トロツキーが、1917年11月にメンシェヴィキに対して用いた「歴史のゴミ箱」というものがあった。

## 「悪の帝国」演説
1983年3月8日、フロリダ州オーランドの全米福音派連盟の総会にてロナルド・レーガンは演説を行った。「悪の帝国」という単語は、記録上この時が最初であり、以降「悪の帝国」演説として知られるようになった。具体的に「悪の帝国」というフレーズは以下の文脈で登場した。
この演説中には、ソ連が東ヨーロッパに新たな核ミサイル発射基地を設けたことへの対抗措置として、西ヨーロッパにNATOによる中距離核弾道ミサイルを配備することを主張していた。これは実際に配備され、この演説から2年後の1985年3月11日に最高指導者である書記長に就任したミハイル・ゴルバチョフとの軍縮交渉の材料として用いられた。1987年、レーガンとゴルバチョフは中距離核戦力全廃条約（INF全廃条約）を調印して核軍縮が合意され、中距離および短距離の核ミサイルは撤廃された。

## 国際的な反応と影響
1984年の大統領討論会においてレーガンはこのフレーズを繰り返し、「私はソ連について自分が確信していることを何度でも正確に述べてきたし、発言の撤回などしない。彼らがやってきた多くのことは、我々の道徳観念において悪であると私は信じている」と述べている。
1987年にアメリカの保守派マイケル・ジョーンズはソ連の犯罪リストをまとめ、「今日我々が直面しているソビエト共産主義は、まさに悪の帝国だ」とレーガンに同調している。
一方でソ連は、アメリカこそ全世界の支配を企む帝国主義の超大国であり、我が国は「人類の名において」そのアメリカと戦っていると主張した。モスクワでは、国営のタス通信が「悪の帝国」というフレーズは、レーガン政権が「狂気的な反共産主義に基づく、対立と敵意の観点からしか考えられないこと」を示していると指摘した。
「悪の帝国」演説から約5年後の1988年5月から6月にかけて、大統領2期目のレーガンは、当時のソ連の最高指導者で改革派であったミハイル・ゴルバチョフと会談することになった。この時、レーガンは記者から今でもソ連を悪の帝国だと考えているかと質問され「もうそんなことは思っていない」と答え、その言葉を使うとすれば「別の時、別の時代だ」と話した。
イェール大学の歴史学者ジョン・ルイス・ギャディスは、ソ連を「悪の帝国」と呼んだことと、その影響を好意的に評している。
一方で、「悪の帝国」という表現はアメリカの国内政治を示唆して用いられることもある。アメリカの保守派ジャーナリストであるパット・ブキャナンによれば、ロシア大統領ウラジミール・プーチンは、バラク・オバマ政権下の21世紀のアメリカが、その名に値することを示唆していたという。具体的には中絶を認めることや同性婚、ポルノや性の乱れ、そしてハリウッド的価値観を指していた。

## その他
2003年、キューバからアメリカへと亡命したホセ・コントレラスを獲得寸前に総額3200万ドルでニューヨーク・ヤンキースに奪われた形となったボストン・レッドソックスのCEO・ラリー・ルキーノが「ヤンキースは悪の帝国」と表現したことがある。
また、これを引用する形で台湾のニュースサイトNOWnewsは、豊富な資金力を持つ福岡ソフトバンクホークスを「邪惡帝國」（邪悪帝国＝悪の帝国）と表現した。その他にも読売ジャイアンツを「東洋の悪の帝国（邪惡帝國東洋版）」と呼称したこともある。